# ティトゥス (装輪装甲車)
ネクスター ティトゥス（フランス語: Nexter Titus）は、フランスのネクスターとチェコのタトラ・ディフェンス・ビークルが共同開発した歩兵機動車。
ベース車両には、タトラ 815-7のシャーシが使用されている。

## 運用国

### 採用国
アラブ首長国連邦
 サウジアラビア
 アルバニア
 チェコ
2019年に指揮車型6両、通信車型36両、火力支援車型20両を発注。

### 不採用国
フランス
2016年にフランス国家警察のRAIDとBRIが試験導入した。